# Millaray Cortés
Millaray Scarleth Cortés Espinoza (Chile; 30 de junio de 2004) es una futbolista chilena. Juega de centrocampista y su equipo actual es el Sevilla de la Liga F. Es internacional absoluta por la selección de Chile desde 2022.

## Trayectoria
Formada en las inferiores de la Universidad Católica, firmó su primer contrato con el club en febrero de 2022.

## Selección nacional
Debutó en la selección de Chile el 12 de noviembre de 2022 contra Filipinas por un encuentro amistoso, fue empate 1-1.

## Clubes
| Club                 | País   | Año       |
| -------------------- | ------ | --------- |
| Universidad Católica | Chile  | 2019-2024 |
| Sevilla              | España | 2024-act. |